# Derbyshire
Derbyshire /ˈdɑːbiˌʃə/ es uno de los cuarenta y siete condados de Inglaterra, Reino Unido, con capital en Matlock. Ubicado en la región Midlands del Este, limita al norte con Yorkshire del Oeste y Yorkshire del Sur, al este con Nottinghamshire, al sur con Leicestershire y al oeste con Staffordshire, Cheshire y Gran Mánchester.
Aunque su ciudad más importante es Derby, al adquirir esta estatus de "City", abandonó el County Council (Consejo del Condado) y dejó la capitalidad del condado en favor de Matlock. Ocupa un área de 2625 km² y su población estimada (2003) es de 976 212 habitantes.
Es un condado muy montañoso por la parte norte, por donde linda con el parque nacional del Distrito de los Picos, lugar de gran concentración turística. En la localidad de Buxton hay un balneario muy frecuentado por el turismo.
Su economía se basa en la industria lechera (en el sur) y en la cría de ovejas (en el norte). También hay industria textil, una empresa de automóviles Toyota y una empresa de porcelana. Tiene minas de carbón.
Además de 13 ciudades con una población entre los 10 000 y los 100 000 habitantes, hay también una importante zona agrícola muy poco poblada: un 75 % de la población habita en un 25 % del territorio total del condado. Aunque Derbyshire se considera generalmente perteneciente a la zona este de las Midlands, algunas zonas están más cercanas a las ciudades norteñas de Mánchester y Sheffield y la población de esas zonas se considera a sí mismas "norteñas".
Históricamente, Derbyshire estuvo dividido en seis "hundreds", subdivisión territorial propia de Inglaterra. Estas subdivisiones estaban basadas en las que estableció en su momento el rey Guillermo el conquistador.
En 2024, la película de Misión Imposible 8 se rodó en parte en Derbyshire.

## Ciudades destacadas
- Chesterfield
- Derby
- Ripley
- Whaley Bridge

Véase también: Anexo:Localidades del condado de Derbyshire.

## Monumentos y lugares de interés
- Chatsworth House
- Hardwick Hall
- Haddon Hall
- Renishaw Hall
- El Castillo de Peveril
- La llanura de Kinder Scout